# Серце Росії
«Серце Росії» (рос. «Сердце России») — радянський художній фільм 1970 року, знятий на кіностудії «Мосфільм».

## Сюжет
Історико-революційний фільм про події Жовтня 1917 року. Фільм про бої в самому серці Росії, в Москві в ті тривожні дні.

## У ролях
- Володимир Татосов — Яків Михайлович Свердлов і Осип Сергійович Мінор, голова Московської міської думи, есер
- Олександр Гай — Фелікс Едмундович Дзержинський
- Сергій Десницький — Віктор Павлович Ногін, голова московського комітету (МК) більшовиків
- Володимир Кузнецов — Лихачов, секретар московського комітету (МК) більшовиків
- Олег Табаков — Григорій Олександрович Усієвич, член МК більшовиків, колишній секретар Леніна в Женеві
- Афанасій Кочетков — Павло Миколайович Мостовенко, член МК більшовиків, «солдат з дворян»
- Ігор Кашинцев — Павло Карлович Штернберг, професор астрономії, член МК більшовиків, надзвичайний комісар ВРК
- Віктор Авдюшко — Олексій Степанович Ведерников, член МК більшовиків, член ВРК, начальник штабу червоної гвардії Москви
- Віктор Коршунов — Петро Гермогенович Смідович, член МК більшовиків, член ВРК
- Олексій Задачин — Михайло Федорович Володимирський, член МК більшовиків, член ВРК
- Олексій Ейбоженко — Олександр Якович Аросєв, член ВРК, більшовик
- Сергій Присєлков — Петро Добринін, командир червоної гвардії
- Наталія Бондарчук — Люсик Лісінова, член Замоскворецького ВРК
- Сергій Пожарський — Берзін, прапорщик, комендант Кремля
- В. Федоров — Васильєв, солдат 56-го полку
- Костянтин Забєлін — Дьяченко, солдат 56-го полку
- Юхим Копелян — Костянтин Іванович Рябцев, полковник, командувач Московським військовим округом, член Московського комітету громадської безпеки
- Всеволод Шестаков — Вадим Вікторович Руднєв, московський міський голова, член Московського комітету громадської безпеки, есер
- Михайло Єзепов — Ровний, поручик, помічник начальника Московського військового округу
- Андрій Карташов — Олексій Никодимович Ніколаєв, депутат Мосради, меншовик
- Іван Лапиков — митрополит
- Світлана Степанова — секретар ВРК
- Інна Федорова — сандружинниця
- Арсен Берзін — офіцер
- Віктор Отиско — Федоров, солдат-двінец
- Леонід Сатановський — Пронька
- Ф. Бастунопулос — офіцер штабу
- Юрій Назаров — робочий
- Вадим Власов — поранений
- Віктор Волков — матрос-балтієць, посланець Леніна
- Володимир Ліппарт — Чічков, одноокий
- Михайло Кислов — солдат
- Борис Романов — член ВРК
- Юрій Мартинов — командир оточення поштамту
- Олексій Преснєцов — епізод
- Геннадій Донягін — офіцер зі штабу Рябцева
- Лідія Шпара — епізод
- Володимир Вязовик — член МК
- Родіон Александров — Анатолій Васильович Луначарський
- Лев Поляков — більшовик в Смольному
- Юрій Кірєєв — 'більшовик
- Микола Погодін — матрос
- Володимир Гостюхін — солдат 56-го полку
- Ігор Василенко — есер
- Сергій Борисов — більшовик
- Геннадій Морозов — офіцер
- Михайло Бочаров — більшовик
- Євген Марков — більшовик
- Валентин Грачов — робітник з Хамовників
- Світлана Дружиніна — Ольга Миколаївна
- Надія Семенцова — більшовичка
- Анатолій Голик — Маркін, оглядач вагонів
- Дмитро Масанов — залізничник
- Михайло Калинкін — козак
- Меєр Голдовський — есер
- Анатолій Калабулін — солдат
- М. Кузнецов — більшовик
- Герман Дзусов — вахмістр
- Володимир Маганет — офіцер
- Олександр Березняк — солдат
- Володимир Удалов — матрос
- Олександр Мильников — епізод
- Ніна Головіна — епізод
- Геннадій Барков — епізод
- Олександр Титов — епізод
- Чеслав Сушкевич — епізод
- Сергій Юртайкин — робочий

## Знімальна група
- Режисер — Віра Строєва
- Сценаристи — Дмитро Васіліу, А. Капланян
- Оператор — Антоніна Егіна
- Композитор — Дживані Михайлов
- Художник — Вадим Кислих